# Rio Cértima
O rio Cértima, ou Certoma (com primeira sílaba tónica)[carece de fontes?] na fala local, nasce junto à confluência de vários tributários, junto da povoação de Ponte de Viadores, na freguesia de Casal Comba, a cerca de dois quilómetros a sul da Mealhada, percorrendo uma distância aproximada de 43 km, no sentido sul-norte.
Atravessa quatro concelhos do Distrito de Aveiro: Mealhada, Anadia, Oliveira do Bairro e, por último, Águeda. Perto da freguesia de Fermentelos,  na localidade de Perrães, as suas águas convergem na lagoa natural da Pateira de Fermentelos, acabando por desaguar na margem esquerda do Rio Águeda, na freguesia de Requeixo, pertencente ao concelho de Aveiro.
Os vales dos rios Águeda e Cértima, em conjunto com a Pateira de Fermentelos, foram inseridos na lista de sítios Ramsar.